# Esmarris
El esmarris es un plato tradicional de la Costa Dorada, Tarragona, sobre todo de la localidad de Creixell, que era cocinado por los pescadores en las mismas barcas en alta mar, con el pescado sobrante (principalmente anchoas y pescado azul) que no se podía comercializar y lo utilizaban para consumo propio. 

## Receta
En una cazuela de barro se pone aceite de oliva, unos granos de ajo bien trinchados, un tomate pelado y sin semillas, perejil, un par de ñoras previamente escaldadas y picadas, un pellizco de canela en polvo y unas hojas de laurel. Se le añade un poco de agua y se pone al fuego, cuando comienza a hervir se le ponen anchoas y una vez cocido ya se puede comer. Se puede poner todo tipo de pescado azul, pero, las anchoas son los que dan el gusto más característico. Se acompaña de vino blanco y fresco.
Algunos entendidos recomiendan que el plato se debe comer al día siguiente.
- Datos: Q5839663